# Plac Wolności w Charkowie
Plac Wolności (ukr. Площа Свободи, ros. Пло́щадь Свобо́ды) – plac znajdujący się w Charkowie na Ukrainie. Jest on dziewiątym pod względem wielkości placem na świecie oraz trzecim w Europie.

## Dane ogólne
- Powierzchnia placu wynosi 11,9 hektarów[3].
- Długość wynosi od 690 do 750 metrów[4][5].
- Średnica okrągłej części placu wynosi 350 metrów.
- Kształt placu przypomina łzę lub żarówkę[6][7].
- Przy placu znajduje się pierwszy wieżowiec powstały w ZSRR, Derżprom[8].
- Pod placem znajdują się dwie stacje metra: „Uniwersytet”[9] oraz „Derżprom”[10].

## Nazwa
Od 1925 do 1991 roku plac nosił imię Feliksa Dzierżyńskiego. W czasie niemieckiej okupacji w 1942 roku nazywano go „Placem Wehrmachtu” (niem. Platz der Wermacht). Od końca marca do 23 sierpnia 1943 roku nazywano go „Placem SS Leibstandart” od nazwy 1 Dywizji Pancernej SS „Leibstandarte SS Adolf Hitler”, która odbiła miasto w trakcie trzeciej bitwy o Charków. Od 1991 roku po rozpadzie ZSRR nosi nazwę „plac Wolności”.

## Historia
W 1925 roku z inicjatywy Feliksa Dzierżyńskiego zdecydowano o budowie Domu Przemysłu Państwowego. Zapoczątkowało to powstanie nowej dzielnicy, której centrum stanowił ogromny obszar. Aby uzyskać widok na pierwszy radziecki wieżowiec od strony ulicy Sumskiej, konieczne było oczyszczenie wielkiej przestrzeni z niskiej zabudowy starszych budynków. Spory o kształt i granice placu toczyły się aż do lat 30. Jednym z pomysłów było stworzenie dwóch placów oddzielonych monumentalnym budynkiem. Z projektu jednak zrezygnowano. W 1963 roku na placu został odsłonięty pomnik Lenina, który został obalony w 2014 roku. W 2008 roku na placu zagrał zespół Queen z Paulem Rodgersem. Na występ przyszło 350 tysięcy osób. W latach 2010–2013 w trakcie Dnia Zwycięstwa na placu odbywały się parady wojskowe w których brały udział wojska ukraińskie i rosyjskie. W 2014 roku, w trakcie Euromajdanu, plac był miejscem wystąpień ruchów proukraińskich i prorosyjskich. Na miejscu pomnika Lenina 23 sierpnia 2020 roku została otwarta fontanna. 
W trakcie inwazji rosyjskiej na Ukrainę, 1 marca 2022 r. w plac uderzyły dwie rakiety typu Kalibr. Wskutek eksplozji częściowemu zniszczeniu uległa siedziba władz obwodu charkowskiego a z pozostałych budynków wypadły okna. 

## Galeria

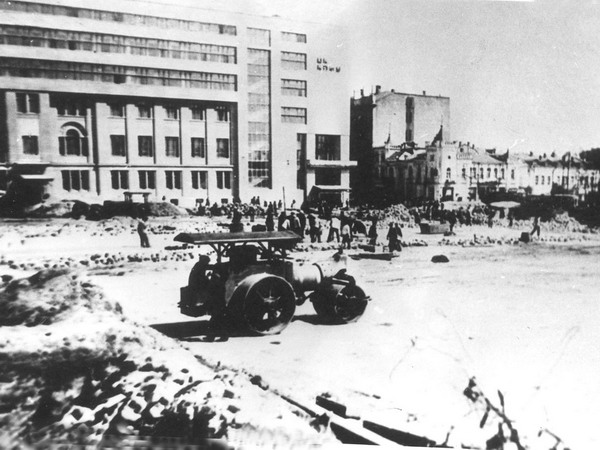
Brukowanie placu w latach 30. XX wieku
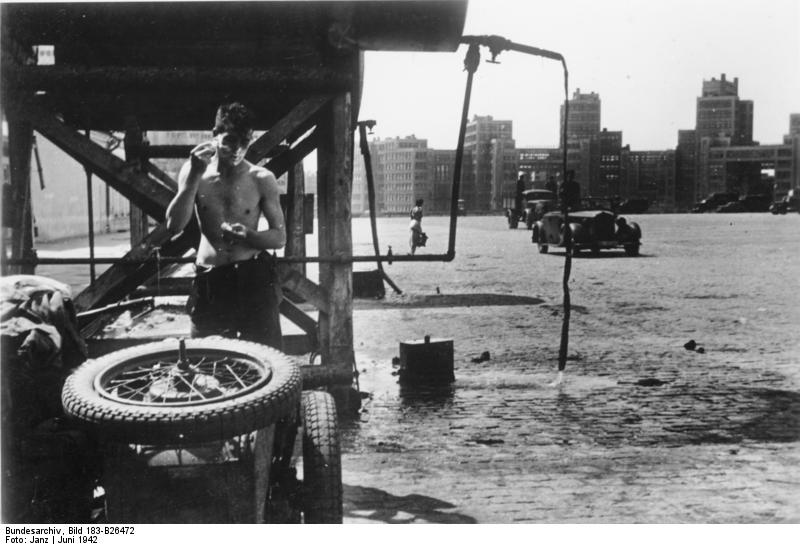
Niemiecki żołnierz golący się na placu w 1942 roku
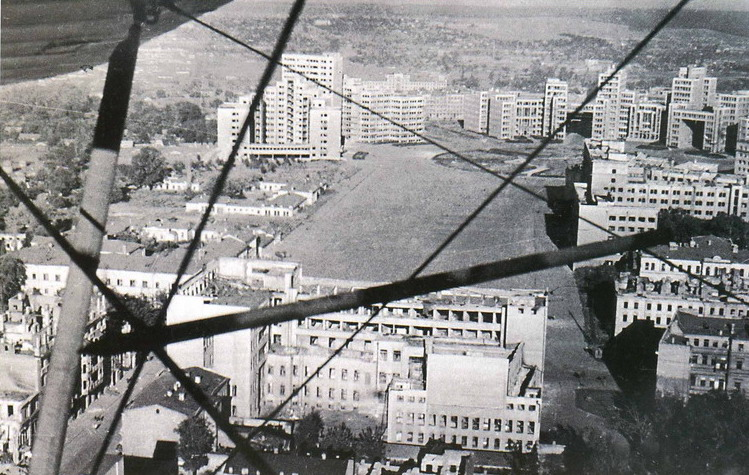
Plac podczas Wielkiej wojny ojczyźnianej w 1943 roku
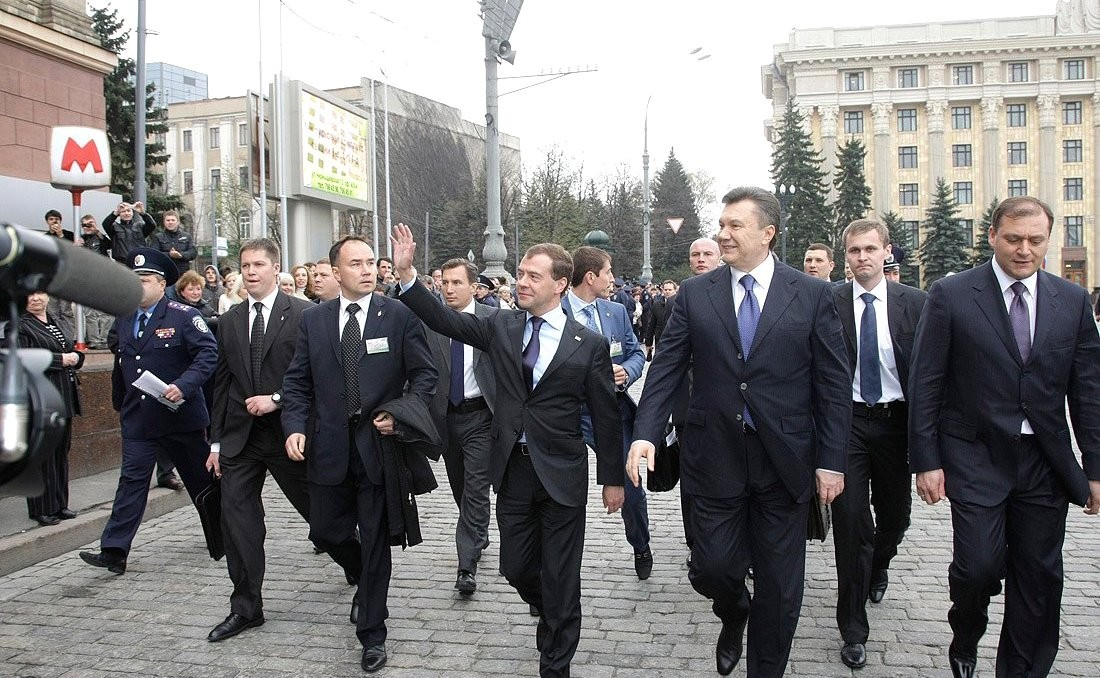
Były prezydent Rosji Dmitrij Miedwiediew oraz Ukrainy Wiktor Janukowycz na placu w 2010 roku
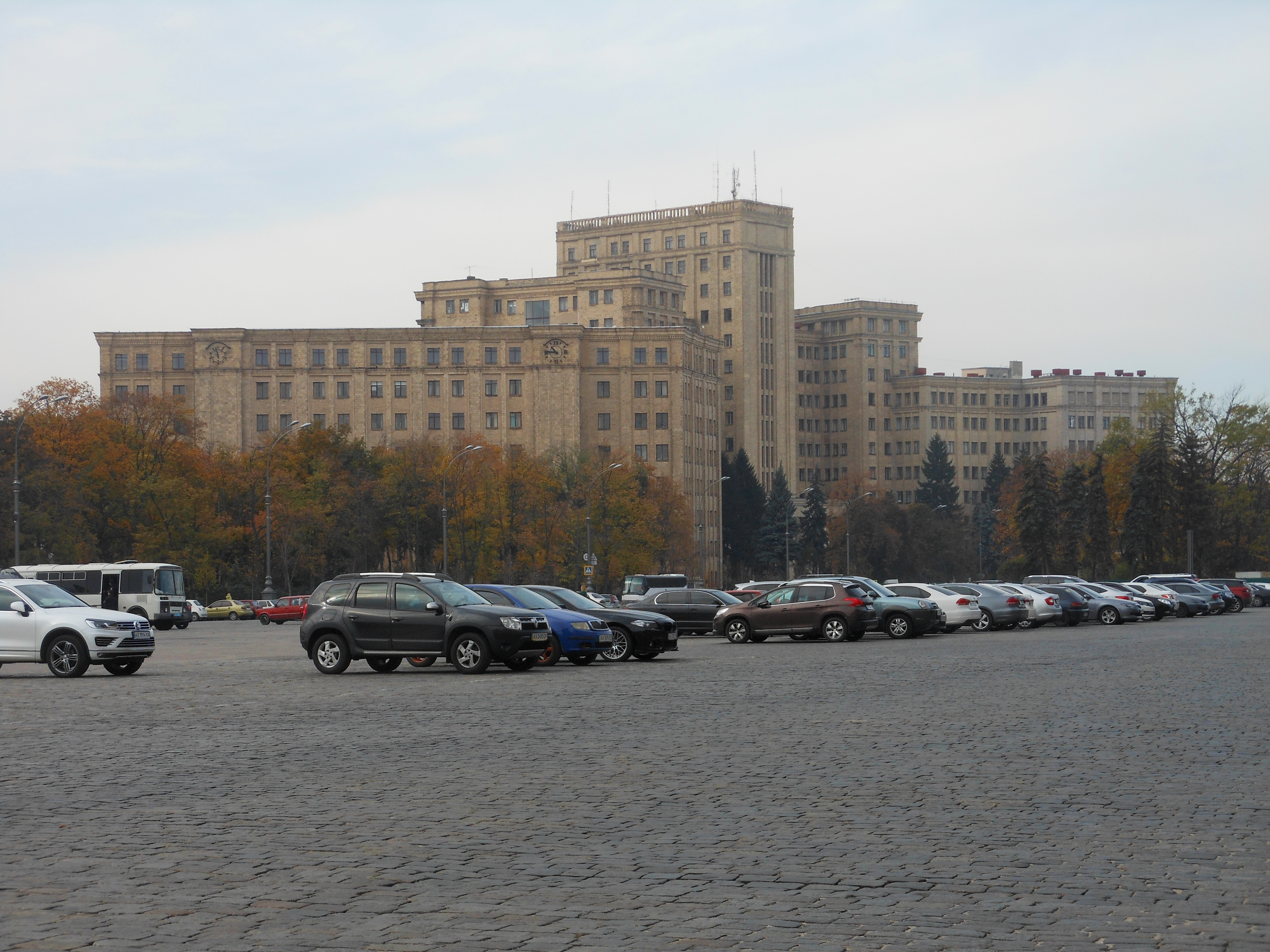
Widok z placu na Charkowski Uniwersytet Narodowy im. Wasyla Karazina
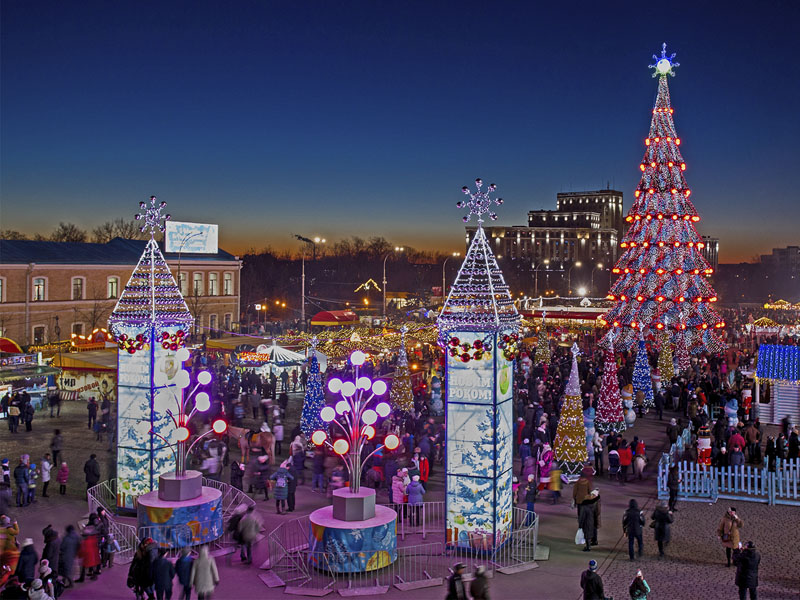
Plac podczas nowego roku
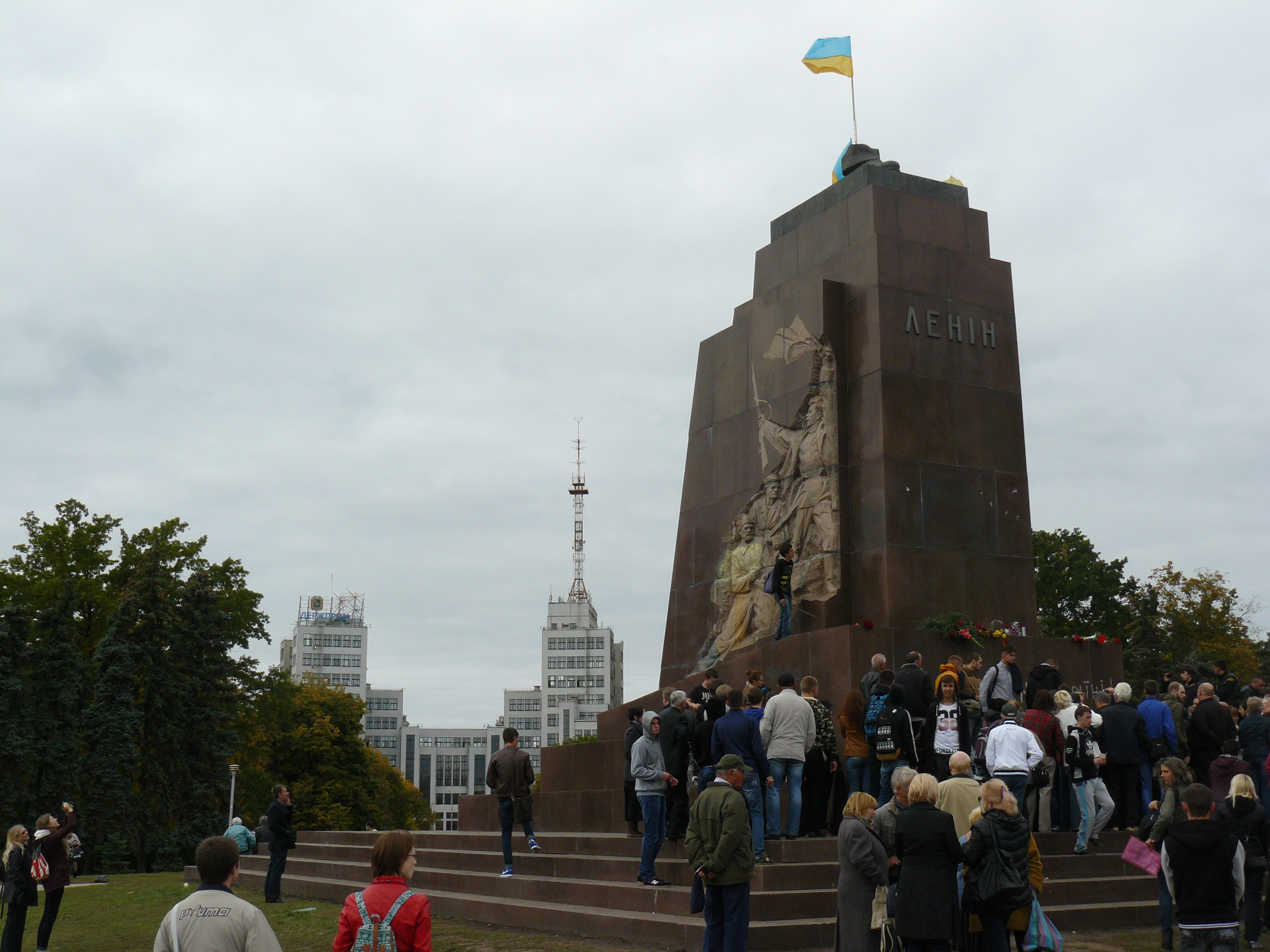
Cokół po usunięciu postaci Lenina w 2014 roku